# Station Kędzierzyn Koźle
Station Kędzierzyn Koźle is een spoorwegstation in de Poolse plaats Kędzierzyn-Koźle.